# Mîrne, Jovtnevîi
Mîrne (în ucraineană Мирне) este o comună în raionul Jovtnevîi, regiunea Mîkolaiiv, Ucraina, formată numai din satul de reședință.

## Demografie
Componența lingvistică a comunei Mîrne
     Ucraineană (90,26%)
     Rusă (5,56%)
     Alte limbi (0,14%)
Conform recensământului din 2001, majoritatea populației comunei Mîrne era vorbitoare de ucraineană (90,26%), existând în minoritate și vorbitori de rusă (5,56%).